# Kirk (Name)
Kirk ist ein Vorname und Familienname.

## Herkunft und Bedeutung
Der Name stammt aus dem englischen und schottischen Sprachraum und bedeutet „Kirche“ (vgl. Church of Scotland). Bei dem Familiennamen Van Kirk handelt es sich um eine eigenständige Namensform.

## Namensträger

### Familienname

#### A
- Aden Kirk (* 1992), englischer Dartspieler
- Aidan Kirk (* 1986), neuseeländischer Rugbyspieler
- Alan G. Kirk (1888–1963), US-amerikanischer Admiral und Diplomat
- Alexander Comstock Kirk (1888–1979), US-amerikanischer Diplomat
- Andrew Dewey Kirk (1898–1992), US-amerikanischer Big-Band-Leader und Musiker, siehe Andy Kirk
- Andrew Jackson Kirk (1866–1933), US-amerikanischer Politiker

#### B
- Bobby Kirk (1910–1970), irischer Eishockeyspieler
- Brian Kirk (Regisseur) (* 1968), britischer Film- und Fernsehregisseur
- Brian Kirk (Komponist), US-amerikanischer Filmkomponist

#### C
- Charlie Kirk (* 1993), US-amerikanischer Autor, Podcaster und konservativer politischer Aktivist
- Christian Kirk (* 1963), deutscher Verleger
- Christian Kirk (Footballspieler) (* 1996), US-amerikanischer American-Football-Spieler
- Claude Roy Kirk (1926–2011), US-amerikanischer Politiker
- Cybele Kirk (1870–1957), neuseeländische Abstinenzlerin, Suffragette und Lehrerin

#### D
- David Kirk (* 1960), neuseeländischer Rugbyspieler
- David B. Kirk (* 1960), US-amerikanischer Informatiker
- Dorthaan Kirk (* 1938), US-amerikanische Jazz-Promoterin

#### E
- Eddie Kirk (1919–1997), US-amerikanischer Country-Musiker

#### G
- Gabrielle Kirk McDonald (* 1942), US-amerikanische Juristin
- Geoffrey S. Kirk (1921–2003), britischer Klassischer Philologe
- George Washington Kirk (1837–1905), US-amerikanischer Offizier, Geschäftsmann und Farmer

#### H
- Hannes Kirk (1924–2010), deutscher Fußballspieler und -trainer
- Hans Kirk (1898–1962), dänischer Schriftsteller und Journalist
- Harry Kirk (Biologe) (1859–1948), neuseeländischer Biologe
- Harry Kirk (Fußballspieler) (* 1944), schottischer Fußballspieler
- Herbert Kirk (1912–2006), nordirischer Politiker

#### J
- Jack Kirk (1895–1948), US-amerikanischer Schauspieler
- James Kirk (* 1986), kanadischer Filmschauspieler
- Jennifer Kirk (* 1984), US-amerikanische Eiskunstläuferin
- Joey Kirk (* 1966), US-amerikanischer Fußballspieler
- John Kirk (1832–1922), britischer Naturforscher
- John Angus Kirk (1837–1910), kanadischer Politiker
- John M. Kirk (* 1951), Lateinamerikanist
- Justin Kirk (* 1969), US-amerikanischer Schauspieler

#### K
- Karl Kirk (1890–1955), dänischer Turner
- Kristian Kirk (* 1986), dänischer Fußballspieler

#### L
- Leonard Kirk, US-amerikanischer Zeichner
- Liam Kirk (* 2000), britischer Eishockeyspieler
- Linda Kirk (* 1967), australische Politikerin
- Lisa Kirk (1925–1990), US-amerikanische Schauspielerin und Sängerin

#### M
- Maria Louise Kirk (1860–1938), US-amerikanische Illustratorin
- Mark Kirk (* 1959), US-amerikanischer Politiker
- Mark-Lee Kirk (1895–1969), US-amerikanischer Filmarchitekt
- Mary Colston Kirk (1899–1990), US-amerikanische Jazzpianistin
- Matt Kirk (* 1981), kanadischer Footballspieler

#### N
- Norman Kirk (1923–1974), ehemaliger Premierminister Neuseelands

#### O
- Oliver Kirk (1884–1958), US-amerikanischer Boxer

#### P
- Paul G. Kirk (* 1938), US-amerikanischer Politiker
- Peter Michael Kirk (1928–1977), britischer Politiker
- Phyllis Kirk (1927–2006), US-amerikanische Schauspielerin

#### Q
- Quavas Kirk (* 1988), US-amerikanischer Fußballspieler

#### R
- Rahsaan Roland Kirk (1935–1977), US-amerikanischer Saxophonist
- Randy Kirk (* 1964), US-amerikanischer Footballspieler
- Raymond Eller Kirk (1890–1957), US-amerikanischer Chemiker
- Ricardo Kirk (1874–1915), der erste brasilianische Luftwaffenoffizier
- Richard Kirk, gemeinsames Pseudonym von Robert Holdstock und Angus Wells (Raven-Zyklus)
- Richard A. Kirk (* 1962), kanadischer Künstler, Illustrator und Schriftsteller
- Richard H. Kirk (1956–2021), britischer Musiker
- Robert C. Kirk (1821–1898), US-amerikanischer Politiker
- Ron Kirk (* 1954), US-amerikanischer Politiker
- Russell Kirk (1918–1994), US-amerikanischer politischer Theoretiker, Historiker, Literaturkritiker und Autor

#### S
- Sarah Jane Kirk (1829–1916), neuseeländische Suffragette und Menschenrechtsaktivistin
- Séamus Kirk (* 1945), irischer Politiker
- Snorre Kirk (* 1981), norwegischer Jazzmusiker
- Steve Kirk (* 1961), schottischer Fußballspieler und -trainer

#### T
- Tara Kirk (* 1982), US-amerikanische Schwimmerin
- Theodore Van Kirk (1921–2014), US-amerikanischer Luftwaffenoffizier und Flugzeugnavigator

- Thomas Kirk (Bildhauer) (1781–1845), irischer Bildhauer.
- Thomas Kirk (Botaniker) (1828–1898), britisch-neuseeländischer Botaniker
- Thomas William Kirk (1856–1936), neuseeländischer Malakologe
- Tommy Kirk (1941–2021), US-amerikanischer Schauspieler

#### W
- Wilbert Kirk (um 1906–1983), US-amerikanischer Jazzmusiker
- William L. Kirk (1932–2017), US-amerikanischer General der Air Force

### Vorname
- Kirk Acevedo (* 1971), US-amerikanischer Schauspieler
- Kirk Allen (* 1971), kanadischer Skispringer
- Kirk Alyn (1910–1999), US-amerikanischer Schauspieler
- Kirk Baltz (* 1959), US-amerikanischer Schauspieler
- Kirk Baptiste (* 1963), US-amerikanischer Leichtathlet
- Kirk Baxter (* 1972), australischer Filmeditor und Oscarpreisträger
- Kirk Broadfoot (* 1984), schottischer Fußballspieler
- Kirk Cameron (* 1970), US-amerikanischer Schauspieler
- Kirk Carlsen (* 1987), US-amerikanischer Straßenradrennfahrer
- Kirk Cousins (* 1988), US-amerikanischer American-Football-Spieler
- Kirk Degiorgio (* ≈1967/68), britischer Musiker, Musikproduzent, Plattenlabelbetreiber und DJ
- Kirk DeMicco, US-amerikanischer Journalist, Schriftsteller, Filmregisseur und Produzent
- Kirk Douglas (1916–2020), US-amerikanischer Schauspieler
- Kirk Elliott, kanadischer Multiinstrumentalist und Komponist
- Kirk Fogg (* 1959), US-amerikanischer Schauspieler und Fernsehmoderator
- Kirk Fordice (1934–2004), US-amerikanischer Politiker
- Kirk Francis (* 1947), US-amerikanischer Tontechniker
- Kirk Franklin (* 1970), US-amerikanischer Gospelmusiker
- Kirk Freudenburg (* 1961), US-amerikanischer Altphilologe
- Kirk Furey (* 1976), kanadischer Eishockeyspieler
- Kirk Hammett (* 1962), Leadgitarrist der Metalband Metallica
- Kirk Haygarth (* 1971), südafrikanischer Tennisspieler
- Kirk Heidelberg (* 1957), US-amerikanischer Football-Trainer
- Kirk Hinrich  (* 1981), US-amerikanischer Basketballspieler
- Kirk Johnson (* 1972), kanadischer Schwergewichtsboxer
- Kirk Jones (* 1963), britischer Filmregisseur und Drehbuchautor
- Kirk Joseph (* 1961), US-amerikanischer Tuba- und Sousaphonspieler
- Campbell-Kirk Kawana-Waugh, neuseeländischer Fußballschiedsrichter
- Kirk Kerkorian (1917–2015), Multimillionär aus Nevada
- Kirk Knight (* 1995), US-amerikanischer Rapper, Musikproduzent und Songwriter
- Kirk Knuffke (* 1980), US-amerikanischer Jazztrompeter und Kornettist
- Kirk Lightsey (* 1937), US-amerikanischer Pianist und Komponist des Modern Jazz
- Kirk MacDonald (* 1959), kanadischer Jazzsaxophonist
- Kirk Maltby (* 1972), kanadischer Eishockeyspieler
- Kirk McLean (* 1966), kanadischer Eishockeytorwart
- Kirk Mitchell (* 1950), US-amerikanischer Autor
- Kirk Monteux (* 1965), deutscher Komponist und Musikproduzent
- Kirk Morris (* 1942), italienischer Bodybuilder und Schauspieler
- Kirk Muller (* 1966), kanadischer Eishockeyspieler
- Kirk Nurock (* 1948), US-amerikanischer Komponist und Jazzpianist
- Kirk O’Bee (* 1977), US-amerikanischer Radrennfahrer
- Kirk Penney (* 1980), neuseeländischer Basketballspieler
- Kirk Pitman (* 1981), neuseeländischer Beachvolleyballspieler und -trainer
- Kirk Shepherd (* 1986), englischer Dartspieler
- Kirk Simon (1954–2018), US-amerikanischer Filmregisseur, Filmproduzent und Autor
- Kirk Stevens (* 1958), kanadischer professioneller Snookerspieler
- Kirk Urso (1990–2012), US-amerikanischer Fußballspieler
- Kirk Varnedoe (1946–2003), US-amerikanischer Kunsthistoriker
- Kirk Whalum (* 1958), US-amerikanischer Fusionmusiker
- Kirk Windstein (* 1965), US-amerikanischer Metal-, Hardcore- und Sludge-Sänger und -Gitarrist
- Kirk Wong (* 1949), chinesischer Filmregisseur

### Zweitname
- Andre Kirk Agassi (* 1970), US-amerikanischer Tennisspieler
- Ole Kirk Christiansen (1891–1958), dänischer Kunsttischler und Spielzeugmacher
- Albert Kirk Grayson (* 1935), kanadischer Assyriologe
- Marshall Kirk McKusick (* 1954), US-amerikanischer Informatiker

### Fiktion
- Captain James T. Kirk, fiktive Person aus dem Star-Trek-Universum
- Kirk van Houten, fiktive Person aus der US-Trickfilm-Serie The Simpsons
- Kirk Gleason, fiktive Person aus der US-Serie Gilmore Girls